# Albaida
Albaida é um município da Espanha na província de Valência, Comunidade Valenciana. Tem 35,4 km² de área e em 2021 tinha 5 975 habitantes (densidade: 168,8 hab./km²).

## Demografia
| Variação demográfica do município entre 1991 e 2004 | Variação demográfica do município entre 1991 e 2004 | Variação demográfica do município entre 1991 e 2004 | Variação demográfica do município entre 1991 e 2004 |
| --------------------------------------------------- | --------------------------------------------------- | --------------------------------------------------- | --------------------------------------------------- |
| 1991                                                | 1996                                                | 2001                                                | 2004                                                |
| 5868                                                | 5793                                                | 5951                                                | 6257                                                |